# Туи, Руби
Руби Туи (англ. Ruby Tui; род. 13 декабря 1991, Веллингтон) — новозеландская регбистка, играющая на позиции нападающей (пропа) за клуб «Кентербери». Серебряный призёр летних Олимпийских игр 2016 года по регби-7 и чемпионка мира 2018 года по регби-7 в составе сборной Новой Зеландии.

## Игровая карьера
Руби увлеклась регби в 3 года, глядя за тем, как играют её двоюродные братья и сёстры. На её решение стать регбисткой повлияли Линда Итуну, одна из известнейших регбисток страны, и Кейси Робертсон, легендарная спортсменка «Кентербери» и сборной по регби-7. Училась в университете Кентербери, где изучала СМИ и коммуникацию, там же играла за университетскую команду, а в 2011 году познакомилась с регби-7. С 2012 года выступает за новозеландскую сборную по регби-7, дебютировала на соревнованиях в Фиджи. В сборную прошла благодаря компании Go4Gold, организованной Новозеландским регбийным союзом. Окончила Политехнический институт Аораки с дипломом в области спорта в 2013 году.
Руби пропускала несколько турниров в начале своей карьеры. В 2013 году из-за разрыва передней крестообразной связки она вынуждена была перенести операцию по реконструкции колена. В 2015 году пропустила этап Мировой серии по регби-7 в Виктории из-за очередной травмы колена. В 2016 году выступила на Олимпиаде в Рио-де-Жанейро, где стала серебряным призёром игр: на турнире сыграла 6 матчей и занесла одну попытку в матче против Великобритании. В 2017 году была признана лучшей спортсменкой сборной по регби-7, также была финалисткой голосования за лучшую регбистку мира. Характеризуется как мощный и агрессивный нападающий.
Из-за эпидемического паротита пропустила Игры Содружества 2018 года, однако вернулась к чемпионату мира в Сан-Франциско, который выиграла вместе со своей сборной. Попадала в символические сборные сезонов Мировой серии по регби-7 2018/2019 и 2019/2020, в 2019 году признана лучшей регбисткой из регби-7 по версии World Rugby.
В 2021 году попала в заявку сборной на Олимпиаду в Токио, где её команда выиграла золотые медали. Руби сыграла все 6 матчей своей сборной, набрав 15 очков (две попытки в групповом этапе против команды ОКР и одна попытка против этой же команды в четвертьфинале).

## Личная жизнь
Отец Руби — самоанец, мать — из народа маори. По происхождению принадлежит к иви (племени) Нгаи Таху. По словам Руби, её отец был алкоголиком, из-за чего родители развелись, а Руби долгое время в детстве «занималась непонятно чем» и даже не представляла, чем сможет вообще заняться в своей жизни в будущем.
Также Туи комментирует матчи для новозеландского телеканала Sky TV. Любимый игрок — Хуриана Мануэль, хотя Руби также отмечает влияние на неё таких регбисток, как Линда Итуну и Кейси Робертсон. Хобби — фильмы (в основном романтические комедии).